# Euchalcia stilpna
Euchalcia stilpna är en fjärilsart som beskrevs av Claude Dufay 1969. Euchalcia stilpna ingår i släktet Euchalcia och familjen nattflyn. Inga underarter finns listade i Catalogue of Life.